# Chili’s
Chili’s Bar & Grill ist eine Kette von mehr als tausend Restaurants, die meisten davon in den USA. Gegründet wurde die Kette von Larry Lavine. Sie befindet sich zurzeit im Besitz von Brinker International. Zu diesem Mutterkonzern gehört weiterhin die Restaurantkette Maggiano's Little Italy.

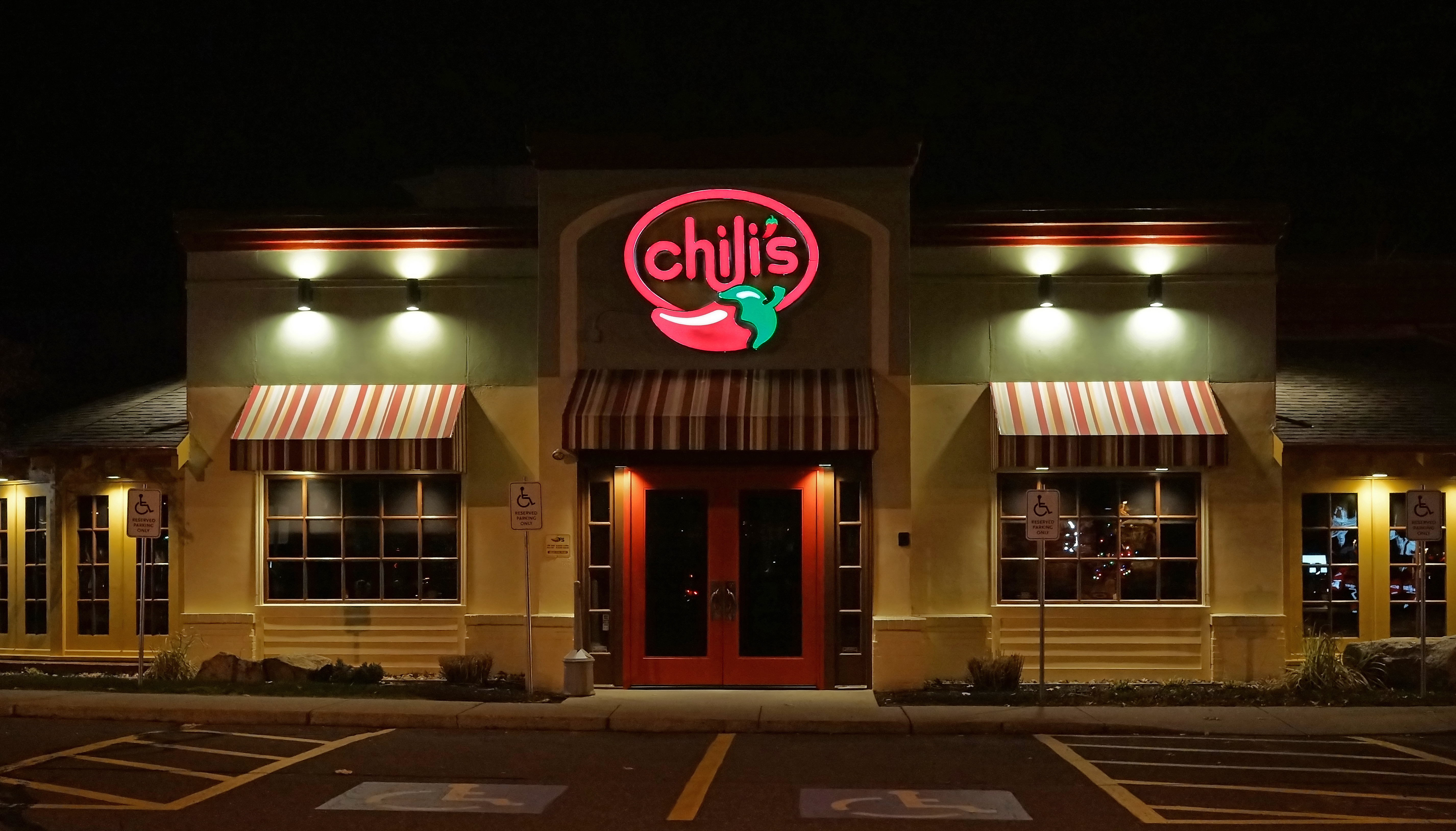
Chilis Restaurant, USA

Der aktuelle Slogan lautet „more LIFE happens here“.

## Geschichte
Das erste Chili’s wurde am 13. März 1975 in der Greenville Ave. in Dallas Texas von Larry Lavine eröffnet. Das angebotene Essen war so populär, dass sich oft lange Warteschlangen auf dem Parkplatz bildeten, um einen Tisch im Restaurant zu bekommen. 1979 wurde die Veranda des Gebäudes umgebaut, um den Wartenden die Möglichkeit zu bieten, Margaritas zu bestellen, während sie auf einen Tisch warteten. Zu dieser Zeit standen fast ausschließlich Burger, Chili, Tacos und Pommes frites auf der Speisekarte.
Die Kette betreibt Restaurants in 49 Staaten der USA, sowie in 30 anderen Ländern, wie zum Beispiel in Venezuela, Saudi-Arabien und Ägypten. Das 1000. Restaurant wurde am 3. August 2004 eröffnet. Das bisher erste und einzige Chili’s in Deutschland eröffnete am 5. August 2004 auf der Ramstein Air Base. Chili’s Ramstein wurde am 7. September 2013 wegen notwendigen Renovierungsarbeiten geschlossen und am 18. August 2014 wiedereröffnet. Ende September 2013 wurde ein kleineres Restaurant unter der Marke Chili´s too in der KMCC Mall eröffnet, welches bis Mai 2018 geöffnet blieb.
2009 schloss Brinker International alle Filialen in England und Australien.
Am 20. September 2004, 25. September 2006 und 24. September 2007 wurden die Tageseinnahmen aller der Muttergesellschaft Brinker International gehörenden Restaurants dem St. Jude Children’s Research Hospital gespendet.

## Menü
Chili’s bietet amerikanische Speisen an, die leicht von der mexikanischen Küche beeinflusst sind. Vorspeisen sind unter anderem Awesome Blossom Strings (Zwiebelringe in einer würzigen Panade), Boneless Buffalo Wings (scharfe Chickennuggets), sowie Fried Cheese (frittierter Mozzarella). Classic Nachos, Fajita Nachos sowie Quesadillas bilden die mexikanische Komponente der Speisekarte.
Beliebte Hauptgerichte sind die Big Mouth Burgers, Fajitas sowie die Baby Back Ribs.

## Der Song
Chili’s (Baby Back Ribs) ist eine beliebte Werbemelodie in den USA. Sie wird in den Werbespots des Unternehmens benutzt, um auf die verschiedenen Variationen der angebotenen Schweinerippchen hinzuweisen. Der Song wird a Cappella von einem Quartett gesungen.
Drei Phrasen des Liedes sind in die Amerikanische Popkultur eingegangen:
- eine BaritonStimme staccato: „I want my baby back, baby back, baby back, I want my baby back, baby back, baby back…“
- eine Tenor-Stimme: „Chilliiiiiii's baby baaack riiibbs….Chili’s baby back ribs“
- eine Bass-Stimme: „Barbecue Sauce“

Komponiert wurde die Melodie von Guy Bommarito, produziert von Tom Faulkner für GSD&M Advertising, Austin, Texas. Von dem Werbesong existieren Coverversionen, unter anderem von *NSYNC und Evander Holyfield. Der Jingle wurde vom „Fat Bastard“ im Film Austin Powers – Spion in geheimer Missionarsstellung zitiert und parodiert.
Es kommt unter anderem in den Sitcoms „Will & Grace“ und „Scrubs – Die Anfänger“ vor. In Scrubs – Die Anfänger wird behauptet, dies sei der einzige Song, den die krankenhauseigene a Cappella Gruppe kenne, in dem das Wort „Baby“ vorkommt. In derselben Folge „foltert“ die Gruppe jemanden, in dem sie den Bariton-Teil des Songs immer und immer wieder vorsingen, ohne andere Textstellen.